# Anagraphis incerta
Anagraphis incerta är en spindelart som beskrevs av Lodovico di Caporiacco 1941. Anagraphis incerta ingår i släktet Anagraphis och familjen plattbuksspindlar.
Artens utbredningsområde är Etiopien. Inga underarter finns listade i Catalogue of Life.